# Socialistisk Folkepartis Ungdom
Socialistisk Folkepartis Ungdom (fork. SFU eller SF Ungdom) er det danske ungdomsparti for Socialistisk Folkeparti. SFU arbejder for udbredelsen af folkesocialisme, og ser sig selv som en både rød, grøn og feministisk ungdomsorganisation.
SF Ungdom er organseret med en Daglig Ledelse, der består af en Politisk Leder, en Organisatorisk Leder og en Økonomisk Leder. SFU's Politiske Leder er repræsenteret som observatør i SF's Landsledelse. 
SFU har knap 1300 medlemmer (2021).

## Historie
SF’s første ungdomsorganisation var Socialistisk Ungdoms Forum (SUF), der blev stiftet i 1961. Da SF blev splittet i 1967, forlod store dele af SUF partiet til fordel for det nydannede parti Venstresocialisterne, og SF stod derfor ved indgangen til 1968 reelt uden ungdomsorganisation ud over SUF-Aalborg, der var forblevet tro mod SF. SF oprettede i stedet et ungdomsudvalg inden for partiets rammer. Udvalget fik dog hurtigt status af en selvstændig organisation, og ungdomsudvalgets konference i februar 1969 regnes som SFU’s stiftelse.

### 1969-1990
Årene efter stiftelsen var præget af medlemsfremgang. Organisationen engagerede sig især i internationale spørgsmål koncentreret om Vietnam, Palæstina og Chile. Senere indgik SFU i Organisationen til Oplysning om Atomkraft (OOA), kollegianerbevægelsen, lærlingearbejdet og uddannelsesbevægelserne. SFU vedtog sit første principprogram i 1976.
SFU voksede under SF’s fremgang i 1980’erne. I perioden var der konkurrence med andre organisationer på venstrefløjen, især Danmarks Kommunistiske Ungdom (DKU). I slutningen af årtiet opstod der under indtryk af glasnost i Sovjetunionen et samarbejde der mundede ud i Next Stop Sovjet og oprettelsen af Regnskovsambassaden. SFU's landsmøde i 1990 afviste et forslag om at slå organisationen sammen med DKU.

### 1990'erne
I 1990 vedtog SFU et nyt principprogram der bl.a. reviderede organisationens fortolkning af marxismen og fastslog en positiv holdning til EF. I 1991 blev SFU sammen med andre politiske ungdomsorganisationer afsløret i at opgive for høje medlemstal til Dansk Ungdoms Fællesråd for at blive berettiget til større tilskud fra tipsmidlerne (tipsmiddelsagen). SFU blev frakendt retten til tipsmidler i to år, og i den følgende periode var der store økonomiske vanskeligheder for organisationen.
Uenigheden om EF-politikken fortsatte med tre strømninger: EU-modstandere, føderalister og pragmatiske EU-tilhængere. En del af EU-modstanderne forlod SFU i 1995 og stiftede Uafhængige Unge Socialister (UUS).

### Efter 2001
I 2001-2005 engagerede SFU sig mere i internationale sager, bl.a. globaliseringsbevægelsen og demonstrationer ved topmøder. SFU har tilføjet feminismen til formålsparagraffen, inspireret af Ung Vänster i Sverige og Sosialistisk Ungdom i Norge. I 2006 og 2007 havde SFU udpræget fokus på velfærd. SFU var meget synlige i velfærdsdemonstrationerne 17. maj 2006 og 2. oktober 2007, og SFU's skolestartskampagner i både 2006 og 2008 handlede om velfærd.
SFU støttede efter 2005 Villy Søvndals nyorientering af SF og ambitionerne om, at folkesocialisterne skulle i regering for første gang nogensinde.
Desuden startede SFU kampagnen "Husk Hovedet" i 2012, der sidenhen er blevet til en lang række kampagner for gratis psykologhjælp til unge både på kommunalt og nationalt plan.
Ved folkeafstemningen om retsforbeholdet den 3. december 2015 anbefalede SFU et ja.
I 2018 førte SFU kampagnen Generation Grøn og stiftede derefter i samarbejde med SF foreningen af samme navn.

### Politiske ledere
Der er for få eller ingen kildehenvisninger i denne artikel, hvilket er et problem. Du kan hjælpe ved at angive troværdige kilder til de påstande, som fremføres i artiklen.

SFU havde frem til landsmødet i 2007 et såkaldt formandskab på 1-3 medlemmer. Samtidig havde organisationen til 2005 en fuldtidsansat funktionær med titel af landssekretær. På landsmødet i 2007 erstattedes formandskabet af en Daglig Ledelse bestående af en Landsformand, en Landssekretær og en Landskasserer. I 2017 fik landsformanden desuden mulighed for at kalde sig landsforkvinde eller landsforperson, hvis denne foretrækker det. På organisationens landsmøde i 2023 reviderede SFU titlerne for medlemmerne i daglig ledelse. I denne forbindelse blev landsforperson, landssekretær og landskasserer ændret til hhv. politisk, organisatorisk og økonomisk leder.  
- 1969-1971: Teddy Petersen
- 1971-1972: Pelle Voigt, til ultimo oktober
- 1972-1973: Formandskab/triumvirat Søren Kolstrup/Jens Otto Madsen/Thorkild Ibsen: til april 73 Søren Kolstrup og Jens Otto Madsen går. De vælges på landsmøde i Landstingssalen.
- 1973: Thorkild Ibsen, ca. 2 mdr.
- 1973-1974: Per Thorsteinsson, til oktober 1974 Landsmødet Studsgård
- 1974-1977: Holger K. Nielsen, Landsmødet Silkeborg
- 1977-1978: Arly Eskildsen, Jørn Jespersen og Lars Meyer
- 1978-1979: Jørn Jespersen, Mette W. Johansson og Simon Tøgern
- 1979-1981: Ole Krohn Hansen, John Nielsen og Thue Grum-Schwensen
- 1981-1982: Anders Hede, John Nielsen og Mette Nørby
- 1982-1984: Anders Hede
- 1984-1985: Mikael Skou Andersen, Anders Hede og Per Korup
- 1985-1986: Mikael Skou Andersen, Per Korup og Lars Strunge
- 1986-1987: Bjarke Møller, Lene Rasmussen og Jacob Torfing
- 1987-1988: Bjarke Møller
- 1988-1989: Michael Cubbin, Villy Dyhr og Bjarke Møller
- 1989-1990: Villy Dyhr og Karen Heebøll
- 1990-1991: Ole Rosendal
- 1991-1994: Thorstein Theilgaard
- 1994-1995: Kim Bagge, Per Fridberg og Anne Sofie Allarp Poulsen
- 1995-1996: Kim Bagge og Per Fridberg (Kim Bagge dog udmeldt en måned efter 1995-landsmødet)
- 1996-1998: Pia Olsen og Jacob Svarre
- 1998-1999: Peter Goll og Morten Homann
- 1999-2000: Peter Goll, Morten Homann og Claus Knudsen
- 2000-2001: Claus Knudsen, Rasmus Lindblom og Jakob Nørhøj
- 2001-2002: Jakob Nørhøj
- 2002-2003: Torben Kastrup, Lars Rasmussen og Jane Sørensen (Lars Rasmussen dog udmeldt få måneder efter 2002-landsmødet)
- 2003-2004: Torben Kastrup og Jane Sørensen
- 2004-2005: Thomas Medom Hansen og Jesper Petersen
- 2005-2006: Astrid Krag Kristensen og Jesper Petersen
- 2006-2007: Astrid Krag Kristensen
- 2007-2008: Nanna Westerby
- 2008-2009: Emilie Turunen
- 2009-2011: Pelle Dam
- 2011-2013: Gry Möger Poulsen
- 2013-2015: Carl Valentin
- 2015-2017: Nanna Bonde
- 2017-2019: Jacob Klivager Vestergaard
- 2019-2021: Sofie Lippert Troelsen
- 2021-2022: Anna Amalie Kühne Kjær
- 2022-2024: Alexander Blavnsfeldt
- 2024-: Jesper Dyhrberg

### Medlemstal
| År   | Medlemstal |
| 1996 | 897        |
| 1997 | 1028       |
| 1998 | 1155       |
| 1999 | 1108       |
| 2000 | 1104       |
| 2001 | 1055       |
| 2002 | 1224       |
| 2003 | 1291       |
| 2004 | 1330       |
| 2005 | 1640       |
| 2006 | 1487       |
| 2007 | 1955       |
| 2008 | 3162       |
| 2009 | ukendt     |
| 2010 | 3143       |
| 2011 | ukendt     |
| 2012 | 2407       |
| 2013 | 1889       |
| 2014 | ukendt     |
| 2015 | 1317       |
| 2016 | 1180       |
| 2017 | 1298       |
| 2019 | 1044       |
| 2020 | 1332       |
| 2021 | 1272       |

Kilde: Dansk Ungdoms Fællesråd.

## Politik
SFU’s grundlæggende holdninger er nedskrevet i principprogrammet fra april 2014. Organisationen vedtager desuden politiske programmer på landsmøderne.
SFU’s grundlæggende værdier er socialisme, demokrati, solidaritet og bæredygtighed. Organisationen betegner sig selv som en organisation, der "arbejder på et marxistisk idégrundlag, der er inspireret af feminismen". Det politiske fokus har i de sidste år især ligget på velfærd, integration, uddannelsespolitik og feminisme.
Formålsparagraffen lyder:
SFU's formål er at virke i ungdommen, på parlamentariske såvel som udenomsparlamentariske måder, for et socialistisk samfund med demokrati, solidaritet og bæredygtighed som bærende værdier. SFU arbejder på et marxistisk idégrundlag, der er inspireret af feminismen. SFU arbejder på både lokalt, nationalt, europæisk og internationalt plan.

### EU
SFU var ligesom SF traditionelt modstander af EF, men i begyndelsen af 1990’erne ændrede organisationen kurs og begyndte at støtte det danske medlemskab samtidig med kravet om forandringer af EU. SFU har kritiseret unionen for manglende demokrati og offentlighed og for den økonomiske politik, især den økonomiske og monetære union (ØMU) som SFU opfatter som et nyliberalistisk projekt.
Gennem 1990’erne var SFU præget af skiftende tendenser og holdninger i EU-politikken. Synspunkterne har ikke altid fulgt de tilsvarende forhold i SF. Derfor har SFU i nogle tilfælde haft sin egen holdning til EU-traktater og folkeafstemninger:
| År   | Emne                    | SF  | SFU |
| 1972 | EF                      | Nej | Nej |
| 1986 | Fællesakten             | Nej | Nej |
| 1992 | Maastricht-traktaten    | Nej | Nej |
| 1993 | Edinburgh-aftalen       | Ja  | Nej |
| 1998 | Amsterdam-traktaten     | Nej | Nej |
| 2000 | ØMU                     | Nej | Nej |
| 2001 | Nice-traktaten          | Ja  | Ja  |
| 2005 | EU's forfatningstraktat | Ja  | Nej |
| 2014 | EU's patentdomstol      | Ja  | Ja  |
| 2015 | Retsforbehold           | Ja  | Ja  |
| 2022 | forsvarsforbeholdet     | Ja  | Ja  |

### Strategi
SFU dyrker både parlamentarisk og udenomsparlamentarisk arbejde. SFU arbejder parlamentarisk ved at påvirke moderpartiet, føre valgkampagner og opstille kandidater til valg på SF’s lister. Det udenomsparlamentariske arbejde består i at deltage i bevægelser, arrangere demonstrationer og happenings.
De fleste aktiviteter foregår i afdelingerne. Derfor er SFU’s landsorganisation indrettet med det formål at støtte og hjælpe lokale aktiviteter.

## Organisation
SFU består af 107 lokalafdelinger organiseret i 16 distrikter. Hvert distrikt udpeger 1-3 distriktssekretærer med sæde i landsledelsen. Det årlige landsmøde i påsken vælger yderligere 14 ledelsesmedlemmer og otte suppleanter samt en politisk leder, en organisatorisk leder og en økonomisk leder. Disse tre udgør desuden organisationens Daglige Ledelse.
Indtil landsmødet i 2007 var der også mulighed for at have et formandskab på tre personer.
SFU blev i 2007 den største partipolitiske ungdomsorganisation med 1955 medlemmer under 30 år - en position, de dog mistede igen i 2012, hvor organisationen efter medlemstilbagegang blev overhalet af Danmarks Socialdemokratiske Ungdom (DSU). I 2019 var SFU med lidt over 1000 medlemmer ifølge Dansk Ungdoms Fællesråd den femtestørste politiske ungdomsorganisation efter Venstres Ungdom (VU), Danmarks Socialdemokratiske Ungdom (DSU), Konservativ Ungdom (KU) og Radikal Ungdom (RU).

### Internationalt
SFU er medlem af Dansk Ungdoms Fællesråd (DUF), Socialistisk Ungdom i Norden (SUN) og Federation of Young European Greens (FYEG). SFU er repræsenteret i Ungdommens Nordiske Råd (UNR). 
Partipolitisk findes der hverken på europæisk eller globalt plan en pendant til SF og SFU i Danmark. I Europa-Parlamentet er SF repræsenteret i Den Grønne Gruppe, mens SFU traditionelt har hældt mere til den røde end den grønne side. Meget af Europas venstrefløj minder dog mere om Enhedslisten end SF, og derfor har SFU befundet sig i en lidt vaklende position hvad angår internationale samarbejdspartnere. Landsledelsen besluttede i november 2010 at melde SFU ud af European Network of Democratic Young Left (ENDYL) på grund af politiske uenigheder såvel som organisatoriske besværligheder.[kilde mangler]

### Afdelinger
SF Ungdom har afdelinger rundt omkring i landet, hvor SFU'ere laver lokale kampagner og aktiviteter.
SFU-Aalborg er SFU's ældste afdeling. Den blev dannet i 1967 som SUF-Aalborg, og afdelingen blev hos SF, da SUF brød med partiet i december 1967.

## Folkevalgte SFU'ere
Ved folketingsvalget i 2007 blev en aktiv SFU'er for første gang valgt i Folketinget, nemlig daværende SFU-formand Nanna Westerby og desuden de tidligere SFU-formænd Astrid Krag Kristensen, Jesper Petersen og Pia Olsen Dyhr. Øvrige tidligere SFU-formænd, der har været medlem af Folketinget, er Pelle Voigt, Holger K. Nielsen, Jørn Jespersen, Thorstein Theilgård og Morten Homann.
Ved Europa-Parlamentsvalget 2009 blev den netop afgåede landsformand Emilie Turunen valgt til Europaparlamentet.
Ved Kommunalvalget 2009 fik SFU hele 21 kandidater valgt ind i kommuner og regioner landet over. Efterfølgende dannede organisationen "Netværk for folkevalgte" bestående af unge folketingsmedlemmer, Europaparlamentsmedlemmet samt de mange by- og regionsrødder.
Også ved Kommunal- og regionsrådsvalg 2017 blev en række SFU'ere valgt, bl.a. Astrid Hørby Aller, Karoline Vind og Morten Siig Henriksen.
Ved Europa-Parlamentsvalget 2019 fik SFU valgt det yngste Europa-Parlamentsmedlem nogensinde, nemlig den 21-årige Kira Marie Peter-Hansen. Ligeledes blev fem SFU'ere valgt halvanden uge senere ved Folketingsvalget 2019; Jacob Mark, Signe Munk, Astrid Carøe, Carl Valentin og Anne Valentina Berthelsen.
Ved kommunal- og regionsrådsvalget i 2021 fik SFU valgt 11 kandidater på landsplan bla. andet Sadek al-amood til regionsrådet i region hovedstaden og Jesper Dyhrberg som blev valgt til byrådet i Furesø Kommune. Ved folketingsvalget i 2022 lykkedes det ligeledes at få valgt flere SFU’ere - af nye folketingsmedlemmer inkluderede dette f.eks. tidligere landsforkvinde Sofie Lippert.

## Skolevalgsresultater
| Valg | Formand                    | Stemmer | %    | Mandater | +/-     | Mærkesag #1                                    | Mærkesag #2                                  | Mærkesag #3                                 |
| ---- | -------------------------- | ------- | ---- | -------- | ------- | ---------------------------------------------- | -------------------------------------------- | ------------------------------------------- |
| 2015 | Carl Valentin              |         | 7,7  | 13 / 175 | Uændret | Bedre og billigere offentlig transport         | Fjern karakterkrav på erhvervsskolerne       | Afskaf social dumping                       |
| 2017 | Nanna Bonde                | 2.403   | 5,3  | 9 / 175  | 4       | Danmark skal tage i mod flere flygtninge       | De rigeste skal betale mere i skat           | Gratis psykologhjælp til unge under 25      |
| 2019 | Jakob Klivager Vestergaard | 3.448   | 5,7  | 10 / 175 | 1       | Fritidspasordning for socialt udsatte          | Danmark skal tage kvoteflygtninge            | Afskaf karakterkrav på ungdomsuddannelserne |
| 2021 | Anna Kjær                  | 3.886   | 8,0  | 14 / 175 | 4       | Danmark skal tage 3000 kvoteflygtninge om året | Indfør flyafgift                             | Skattebetalt frokost på skolen              |
| 2024 | Alexander Blavnsfeldt      |         | 5,60 | 12 / 175 | 2       | Statsborgerskab i 18-års gave                  | Afskaf brugerbetaling på offentlig transport | Giv gratis frokost i folkeskolen            |